# 半夜月站 (韩国铁道公社)
半夜月站（：／ Banyawol yeok */?）曾为韩国铁路大邱线上的一个车站，位于大邱东区安心洞，已于2008年废止。

## 历史
- 1917年12月28日，落成使用[1]。
- 2008年5月15日，停止使用。